# Холстајн (Небраска)
Холстајн (енгл. Holstein) град је у америчкој савезној држави Небраска.

## Демографија
По попису из 2010. године број становника је 214, што је 15 (-6,6%) становника мање него 2000. године.
| Група             | 2000.       | 2010.       |
| Белци             | 227 (99,1%) | 210 (98,1%) |
| Афроамериканци    | 0 (0,0%)    | 0 (0,0%)    |
| Азијати           | 0 (0,0%)    | 0 (0,0%)    |
| Хиспаноамериканци | 1 (0,4%)    | 3 (1,4%)    |
| Укупно            | 229         | 214         |